# النهيدين
النهيدين قرية عراقية في قضاء الرطبة بمحافظة الأنبار بهضبة الحماد بالبادية العراقية بغرب العراق، بينها وبين الحدود السعودية العراقية 25 كيلومتراً، وبينها وبين جبل عنزة 45 كيلومتراً، وارتفاع جبل عنزة 930 متراً فوق سطح البحر، ويُنسب إليها وادي النهيدين، وسكانها في الغالب من عشيرة السلقا من عنزة.